# Мохамед Камара (футболіст, 2000)
Мохамед Камара (фр. Mohamed Camara, нар. 6 січня 2000) — малійський футболіст, півзахисник катарського клубу «Ас-Садд» та національної збірної Малі.

## Клубна кар'єра
Народився 6 січня 2000 року. Вихованець футбольної школи клубу «Реал Бамако».
У січні 2018 року він переїхав до Австрії, підписавши п'ятирічний контракт із клубом «Ред Булл» (Зальцбург), втім був заявлений за фарм-клуб зальцбурців «Ліферінг», з яким став виступати у другому дивізіоні країни. У січні 2019 року був відданий в оренду в клуб вищого дивізіону «Гартберг».

## Виступи за збірні
2017 року дебютував у складі юнацької збірної Малі, взяв участь у 7 іграх на юнацькому рівні. З командою до 17 років був учасником юнацького чемпіонату світу 2017 року, на якому зайняв четверте місце.
2019 року залучався до складу молодіжної збірної Малі, з якою виграв молодіжний Кубок африканських націй та поїхав на молодіжний чемпіонат світу.
| Дата       | Місто         | Господарі         | Результат               | Гості                | Турнір                                        | Голи | Примітки |
| ---------- | ------------- | ----------------- | ----------------------- | -------------------- | --------------------------------------------- | ---- | -------- |
| 13-10-2019 | Порт-Елізабет | ПАР               | 2 – 1                   | Малі                 | товариський матч                              | -    | 64'      |
| 17-11-2019 | Нджамена      | Чад               | 0 – 2                   | Малі                 | Відбір до Кубка африканських націй 2021       | 1    |          |
| 13-11-2020 | Бамако        | Малі              | 1 – 0                   | Намібія              | Відбір до Кубка африканських націй 2021       | -    | 77'      |
| 17-11-2020 | Віндгук       | Намібія           | 1 – 2                   | Малі                 | Відбір до Кубка африканських націй 2021       | -    |          |
| 6-6-2021   | Бліда         | Алжир             | 1 – 0                   | Малі                 | товариський матч                              | -    | 85'      |
| 11-6-2021  | Туніс         | Малі              | 1 – 1                   | ДР Конго             | товариський матч                              | -    | 46' 54'  |
| 15-6-2021  | Радес         | Туніс             | 1 – 0                   | Малі                 | товариський матч                              | -    | 61'      |
| 6-9-2021   | Кампала       | Уганда            | 0 – 0                   | Малі                 | Відбір до ЧС 2022                             | -    | 60'      |
| 7-10-2021  | Агадір        | Малі              | 5 – 0                   | Кенія                | Відбір до ЧС 2022                             | -    |          |
| 11-11-2021 | Кігалі        | Руанда            | 0 – 3                   | Малі                 | Відбір до ЧС 2022                             | -    | 71' 80'  |
| 20-1-2022  | Дуала         | Малі              | 2 – 0                   | Мавританія           | Кубок африканських націй 2021 - груповий етап | -    | 63'      |
| 26-1-2022  | Лімбе         | Малі              | 0 – 0 д.ч. (5 - 6 п.п.) | Екваторіальна Гвінея | Кубок африканських націй 2021 - 1/8 фіналу    | -    |          |
| 29-3-2022  | Радес         | Туніс             | 0 – 0                   | Малі                 | Відбір до ЧС 2022                             | -    | 34'      |
| 4-6-2022   | Бамако        | Малі              | 4 – 0                   | Республіка Конго     | Відбір до Кубка африканських націй 2023       | 1    | 55'      |
| 9-6-2022   | Кампала       | Південний Судан   | 1 – 3                   | Малі                 | Відбір до Кубка африканських націй 2023       | 1    | 84'      |
| 23-9-2022  | Бамако        | Малі              | 1 – 0                   | Замбія               | товариський матч                              | -    | 63'      |
| 28-3-2023  | Касабланка    | Гамбія            | 1 – 0                   | Малі                 | Відбір до Кубка африканських націй 2023       | -    | 58'      |
| 8-9-2023   | Бамако        | Малі              | 4 – 0                   | Південний Судан      | Відбір до Кубка африканських націй 2023       | -    | 62'      |
| 12-9-2023  | Абіджан       | Кот-д'Івуар       | 0 – 0                   | Малі                 | товариський матч                              | -    |          |
| 13-10-2023 | Бамако        | Малі              | 1 – 0                   | Уганда               | товариський матч                              | -    |          |
| 17-10-2023 | Портіман      | Саудівська Аравія | 1 – 3                   | Малі                 | товариський матч                              | -    | 80'      |
| 17-11-2023 | Бамако        | Малі              | 3 – 1                   | Чад                  | Відбір до ЧС 2026                             | -    |          |
| 24-1-2024  | Сан-Педро     | Намібія           | 0 – 0                   | Малі                 | Кубок африканських націй 2023 - груповий етап | -    | 68'      |
| 30-1-2024  | Корого        | Малі              | 2 – 1                   | Буркіна-Фасо         | Кубок африканських націй 2023 - 1/8 фіналу    | -    | 90+3'    |
| Усього     |               | Матчів            | 24                      |                      | Голів                                         | 3    |          |

## Титули і досягнення
- Чемпіон Австрії (3):

«Ред Булл»: 2019-20, 2020-21, 2021-22
- Володар Кубка Австрії (3):

«Ред Булл»: 2019-20, 2020-21, 2021-22
- Чемпіон Катару (1):

«Ас-Садд»: 2024-25
- Володар Кубка наслідного принца Катару (1):

«Ас-Садд»: 2025
Збірні
- Чемпіон Африки (U-17): 2017
- Чемпіон Африки (U-20): 2019